# Biomagnificatie
Biomagnificatie is het stapsgewijs toenemen van de concentratie persistente stoffen in een organisme naarmate dat zich hoger in de voedselketen bevindt. Het vetweefsel van toppredatoren zoals roofvogels bevat bijvoorbeeld veel hogere en gevaarlijkere concentraties aan polychloorbifenyl dan dat van hun prooien. Dit wordt veroorzaakt doordat ze lichaamsvreemde stoffen, opgeslagen in het weefsel van de prooien, binnen krijgen en opstapelen in het eigen vetweefsel. Biomagnificatie is iets anders dan 'bioaccumulatie'.